# Psychotria costularia
Psychotria costularia là một loài thực vật có hoa trong họ Thiến thảo. Loài này được (Baill.) Standl. & Steyerm. miêu tả khoa học đầu tiên năm 1957.